# Isabel Snyder
Isabel Snyder (geb. vor 1984 im Kanton Basel-Landschaft) ist eine Schweizer Fotografin. Sie ist in der Schweiz und in Deutschland aufgewachsen. Seit 1990 lebt und arbeitet sie in Los Angeles, Kalifornien.

## Leben
Isabel Snyder, geboren im Kanton Basel-Landschaft in der Schweiz, mit Studium der Kunstgeschichte in Zürich, unterrichtete zunächst die Fächer Theater, Design und Musik, bevor sie 1984 nach New York umzog. Seit 1990 lebt sie in Los Angeles.

## Werk
Isabel Snyders Fotografien sind in weltweit erscheinenden Magazinen und Publikationen zu sehen, so unter anderem in der amerikanischen, italienischen, deutschen, englischen, spanischen und australischen Vogue, in der französischen, italienischen und amerikanischen Elle, in Vanity Fair, Rolling Stone, Cosmopolitan, Esquire, GQ und FHM. In diesen und anderen Zeitschriften wurden bisher über 60 Titelbilder von Isabel Snyder veröffentlicht, so unter anderem Jennifer Garner auf dem Cover des Rolling Stone.
Zu den von ihr aufgenommenen Stars gehören Amy Smart, Anne Heche, Jennifer Beals, David Carradine, Alicia Silverstone, Melanie Griffith, Caprice Bourret, Jada Pinkett, Leonor Varela, Tara Reid, Nikki Cox, Kirsten Dunst, Mena Suvari, Halle Berry, Angelina Jolie, David Duchovny, Christina Ricci, Pamela Anderson, Hugh Jackman, Andie MacDowell, Helen Hunt, Benjamin Bratt, Nelly Furtado, Anastacia, Alicia Keys, David Usher, *NSYNC, Noel Gallagher, Tommy Lee, Steve & Phil Collins, S Club 7, Christina Aguilera, Queen Latifah, Mick Jagger sowie Sportler wie Serena Williams, Pete Sampras und Óscar de la Hoya.
Im Jahr 2002 fand in der Galerie Andreas Baumgartl in München die Ausstellung Hollywood Portraits mit über 60 ihrer Arbeiten statt.